# Manel Antoni Esteva i Corró
Manel Antoni Esteva i Corró, conegut futbolísticament amb el cognom matern Corró, (Esporles, 28 de desembre de 1919 - ?, 24 de març de 2000) fou un futbolista mallorquí de la dècada de 1940.

## Trajectòria
Començà la seva carrera futbolística als infantils del CE Constància d'Inca. Als 17 anys debutà amb el primer equip, però la Guerra Civil aturà la seva carrera fins al 1939. Jugà al Constància fins al 1944, any en què arribà a disputar una eliminatòria d'ascens a primera divisió a partit únic, perduda davant el Deportivo de La Coruña el 16 d'abril de 1944 a Madrid. El juny d'aquest mateix any fou contractat pel FC Barcelona, dirigit per Josep Samitier a la banqueta, essent campió de lliga aquella mateixa temporada 1944-45, malgrat no disputà cap partit. Fou cedit a l'Hèrcules CF i a continuació al Gimnàstic de Tarragona, club amb el qual jugà 20 partits a primera divisió. La temporada 1949-50 retornà al Barça. Fou titular a l'equip, al costat d'homes com Antoni Ramallets, Francesc Calvet, Curta, Gonzalvo III, Gonzalvo II, Estanislau Basora, Josep Seguer o César Rodríguez, amb 17 partits disputats a Primera. L'any 1950 fitxà per l'Atlètic Balears, però una lesió de genoll precipità la seva retirada als 32 anys.
Disputà dos partits amb la selecció catalana de futbol els anys 1944 i 1950.
Un cop retirat fou entrenador de diversos clubs mallorquins com UE Poblera, CE Binissalem, CE Constància i CD Consell.
El seu fill Miquel Esteva Salas també fou futbolista.